# 感情鈍麻
感情鈍麻（かんじょうどんま、 英語: emotional blunting)とは、個人の感情反応性が低下している状態である。
感情麻痺 (emotional numbing) 、感情の平板化 (Reduced affect display) とも呼ばれる。

## 解説
特に、通常であれば感情移入が期待されるような問題について話すときに、言語的または非言語的な感情表出の失敗として現れる。
表情豊かなジェスチャーはまれで、顔の表情や声の抑揚にはほとんど動きがない。
情動の低下は、自閉症、統合失調症、うつ病、心的外傷後ストレス障害、非人格化障害、統合失調症性人格障害、脳障害の症状である可能性がある。また、ある種の薬物（抗精神病薬や抗うつ薬など）の副作用であることもある。
感情がまだある段階なので、無快感症（快感消失）、アパシー（無気力・無関心になった症状）とは区別される。

## タイプ

### 束縛された感情
制限、あるいは束縛された感情とは、個人の表現力の幅や感情反応の強度が低下することである。

### 情動が鈍感で平坦
鈍化した情動とは、制限された情動や束縛された情動よりは深刻だが、平坦な情動よりは深刻ではない、感情が欠如した状態である。「情動が平坦であることと情動が鈍いことの違いは程度にある。平坦な情動の人は感情表現がないか、ほとんどない。通常であれば他人に強い感情を呼び起こすような状況でも、まったく反応しないことがある。一方、鈍感な人は、感情表現の強度が著しく低下している。」

### 情動が浅い
浅い情動は鈍い情動と同等の意味を持つ。サイコパシー・チェックリストの第1因子は、浅い情動をサイコパシーに共通する属性として特定している。

## 脳の構造
感情鈍麻のある統合失調症患者は、感情鈍麻のない統合失調症患者と比較し、感情刺激を提示された時のfMRIスキャンにおいて異なる脳領域活動を示した。感情鈍麻のない統合失調症患者では、感情的に否定的な絵を見せられたときに、中脳、大脳皮質、前帯状皮質、島皮質、腹外側眼窩前頭皮質、前側頭極、扁桃体、内側前頭前皮質、外側頭視覚野の脳領域が活性化した。感情鈍麻のある統合失調症患者では、感情的に否定的な絵を見せると、中脳、大脳皮質、前側頭極、散瞳視覚野の脳領域が活性化する。

### 大脳辺縁系の構造
平坦な情動をもつ統合失調症患者では、情動刺激を見たときの大脳辺縁系の活性化が低下している。感情鈍麻のある統合失調症患者では、神経過程は脳の後頭側頭部に始まり、腹側視覚路、大脳辺縁系を経て下前頭部に達する。
成体のアカゲザルの扁桃体を生後早期に損傷すると、情動処理が永久的に変化する可能性がある。扁桃体を損傷すると、ポジティブな刺激に対してもネガティブな刺激に対しても情動反応が鈍くなる。この効果はアカゲザルでは不可逆的であり、新生児期の損傷は生後に生じた損傷と同じ効果をもたらす。
マカクザルの脳は、神経細胞の著しい成長が起こっても、初期の扁桃体損傷を補うことはできない。統合失調症患者における情動症状の鈍化は、扁桃体の反応性だけの結果ではなく、扁桃体が情動処理に関連する脳の他の領域、特に扁桃体と前頭前野の結合と統合されていない結果であるという証拠がいくつかある。
大脳辺縁系領域の損傷は、扁桃体と情動に関連する他の脳領域との結びつきを損なうことによって、統合失調症の患者において扁桃体が情動刺激を正しく解釈することを妨げている。

### 脳幹
脳幹の一部は、感情鈍麻にみられるような、外部環境からの離脱や引きこもり（静止、不動、反応性低下）を特徴とする受動的な情動対処戦略を担っている。感情鈍麻を伴う統合失調症患者では、悲しい映画の抜粋を見せると、fMRIスキャンで脳幹、特に右の髄質と左の大脳皮質が活性化する。感情鈍麻と診断された統合失調症患者では、両側の中脳も活性化している。中脳の活性化は、情動刺激の知覚処理に関連した自律神経反応に関係していると考えられている。この領域は通常、多様な情動状態において活性化する。感情鈍麻を伴う統合失調症患者において、中脳と内側前頭前皮質との結合が損なわれると、外部刺激に対する情動反応の欠如が生じる。

### 前頭前野
統合失調症患者、および感情鈍麻に対するクエチアピンによる再調整に成功した患者では、前頭前野の活性化が認められた。前頭前野の活性化の失敗は、感情鈍麻を伴う統合失調症患者における感情処理の障害に関与している可能性がある。前頭前野中葉は情動刺激に反応して活性化する。この構造はおそらく大脳辺縁系構造から情報を受け取り、情動経験や情動行動を制御している。クエチアピンで再調整され、症状が軽減した患者では、右内側前頭前野や左眼窩前頭回を含む、前頭前野の他の領域も活性化している。

### 前帯状皮質
前帯状皮質の活性化と、悲しい映画の抜粋を見たときに喚起される悲しい感情の大きさの報告との間に正の相関が見いだされている。この領域の吻側小区域はおそらく情動信号の検出に関与している。この領域は感情鈍麻を伴う統合失調症患者では異なっている。

## 診断

### 統合失調症
平坦で鈍感な情動は統合失調症の特徴である。繰り返しになるが、このような患者では、観察される声や顔の表情、身振りの使用が減少する。統合失調症の平坦情動に関するある研究では、「平坦感情は男性に多く、現在のQOLの悪化と関連している」だけでなく、「病気の経過にも悪影響を及ぼしている」ことが明らかにされている。
この研究はまた、「報告された感情体験とその表出との間に解離がある」とも報告しており、「平板化した表情や声の抑揚の欠如など、鈍化した感情は......しばしば個人の真の感情を偽装する」という別の場所での示唆を裏付けている。従って、感情が欠落しているというより、単に表現されていないだけかもしれない。他方、「感情の欠如は、単なる抑圧ではなく、客観的世界との現実的な接触の喪失によるものであり、観察者に "奇妙だ"という特異な印象を与える......感情の残りや感情の代用は、通常、怒りや攻撃性を指す」。最も極端なケースでは、完全な「感情状態からの解離」がある。この考えをさらに裏付けるものとして、感情調節障害を検討した研究で、統合失調症の患者は健常対照者のように感情表現を誇張できないことがわかった。参加者は映画のクリップの中でどんな感情でも表現するよう求められたが、統合失調症の参加者は感情の行動的表現に欠損を示した。
統合失調症における情動平板化の原因についてはまだ議論がある。しかし、背側実行系と腹側情動系の異常を示す文献もあり、背側の低活性化と腹側の過活性化が平坦情動の原因である可能性が論じられている。さらに著者らは、ミラーニューロン系の欠損も、その欠損が顔面表情の制御に混乱をもたらすという点で、平坦情動の一因となる可能性があることを発見した。
別の研究によると、平坦情動を示す統合失調症の患者は会話時に、健常対照者よりも抑揚が少なく、流暢でないように見える。健常者はより複雑な構文を用いて自分を表現しているように見えるが、平坦情動の人はより少ない単語数で、1文あたりの単語数も少ない。また、悲しい語りと楽しい語りの両方で、文脈に適した単語を使用する割合は、対照群とほぼ同じであった。平坦情動は、感情処理とは対照的に、運動表現の障害の結果である可能性が高い。表示の雰囲気は損なわれているが、主観的、自律的、文脈的な感情の側面は無傷のままである。

### PTSD（心的外傷後ストレス障害）
心的外傷後ストレス障害は以前、抑うつ気分、再体験、過覚醒などのネガティブな感情を引き起こすことが知られていた。しかし最近になって、心理学者たちはPTSD患者における感情の鈍麻や、ポジティブな感情を感じたり表現したりすることの減少に注目し始めた。
鈍麻した感情、あるいは感情の麻痺は、PTSDの結果の1つと考えられている。それは、快楽を生み出す活動への関心が低下し（無感情）、他者から切り離された感情、制限された感情表現、行動的に感情を表現する傾向の低下を引き起こすからである。
感情鈍麻は、PTSDの原因となった心理的ストレス体験の結果として退役軍人にしばしばみられる。感情鈍麻はPTSDの反応であり、心的外傷後ストレス障害の中心的症状のひとつと考えられており、戦闘地域に従軍した退役軍人に、しばしばみられる。
PTSDでは、感情鈍麻は患者が感じる圧倒的な不安に対抗するための心理的反応と考えることができる。感情鈍麻では、前頭前野を含む回路にも異常が見られる。

### 評価
臨床医は、気分や情動の評価を行う際に、「表出的な表現は、文化的な違い、薬物療法、状況的な要因によって影響される可能性があることを念頭に置くことが重要である」と注意を促している。一方、一般人は、「友人」に対して軽々しくこの基準を適用することに注意するよう警告されている。そうでなければ、「正常な」集団における統合失調症人格や周期性人格の有病率や、心理的心気症になりやすい（米国の）傾向を考慮すると、誤った判断を下す可能性が高い。
特にR.D.レイングは、「統合失調症、自閉症、『困窮化した』情動といった、『臨床的』カテゴリーはすべて、自分の行動と相手の関係について帰属させるための、信頼できる有効な非人間的基準があることを前提としていると強調している。そのような信頼できる有効な基準は存在しない」としている。

### 鑑別診断
感情の鈍化は、快感のすべての感情が減少または停止する（そのため、楽しさ、幸福感、面白さ、興味、満足感に影響する）快感消失と非常によく似ている。快感消失の場合、快感に関連する感情は、文字通り経験されないか、減少しているため、あまり表現されないか、まったく表現されない。感情鈍麻も快感消失も統合失調症の陰性症状であり、何かが欠けていることを示している。統合失調症の陰性症状には他に、回避行動、無気力、緊張行動などがある。
アレキシサイミアとは、「自分の感情を表現する言葉がない」人のことである。感情がまったくないように見えるが、これは感情がまったくないのではなく、感情を表現できないためかもしれない。しかし、アレキシサイミア患者は、感情的な興奮を示す可能性のある評価プレゼンテーションを行うことを通じて、手がかりを得ることができる。
「扁桃体が脳の他の部分から切り離されると、出来事の感情的な重要性を測ることができなくなる」場合によっては、感情の鈍化が薄れることもあるが、なぜそうなるのか、決定的な証拠はない。